# Белладжо
Белладжо (італ. Bellagio) — муніципалітет в Італії, у регіоні Ломбардія, провінція Комо. У 2014 році муніципалітет розширився через приєднання до нього територій муніципалітету Чивенна.
Белладжо розташоване на відстані близько 530 км на північний захід від Рима, 60 км на північ від Мілана, 24 км на північний схід від Комо.
Населення — 3085 осіб (2012).

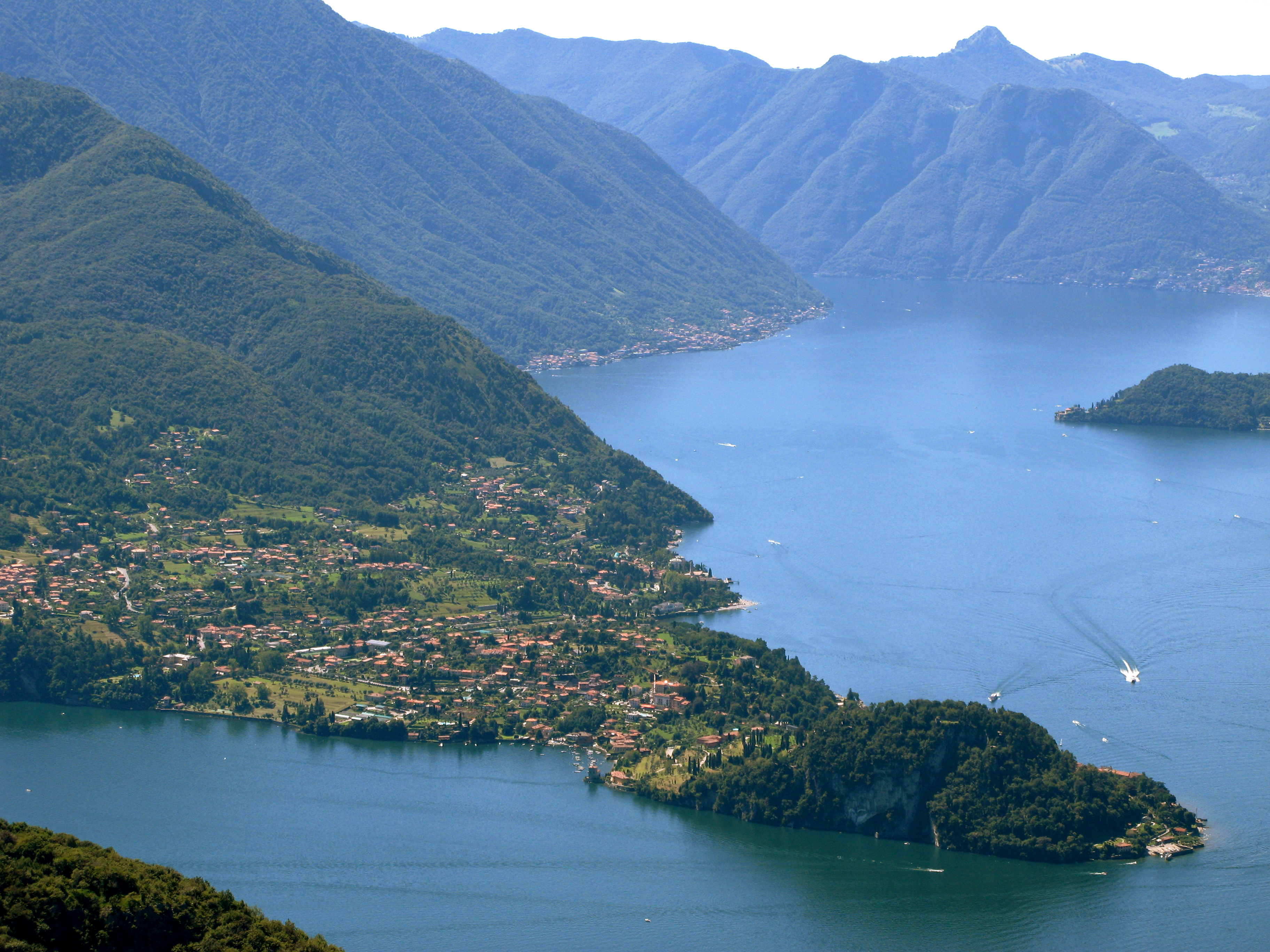

Щорічний фестиваль відбувається 25 липня. Покровитель — San Giacomo.

## Демографія
Населення за роками:

Станом на 1 січня 2023 року в муніципалітеті офіційно проживало 306 іноземців з 38 країн, серед них 87 громадян країн Євросоюзу та 24 громадяни України.

## Сусідні муніципалітети
- Гріанте
- Ленно
- Леццено
- Магрельйо
- Олівето-Ларіо
- Сормано
- Тремеццо
- Варенна
- Велезо
- Цельбіо

## Галерея зображень

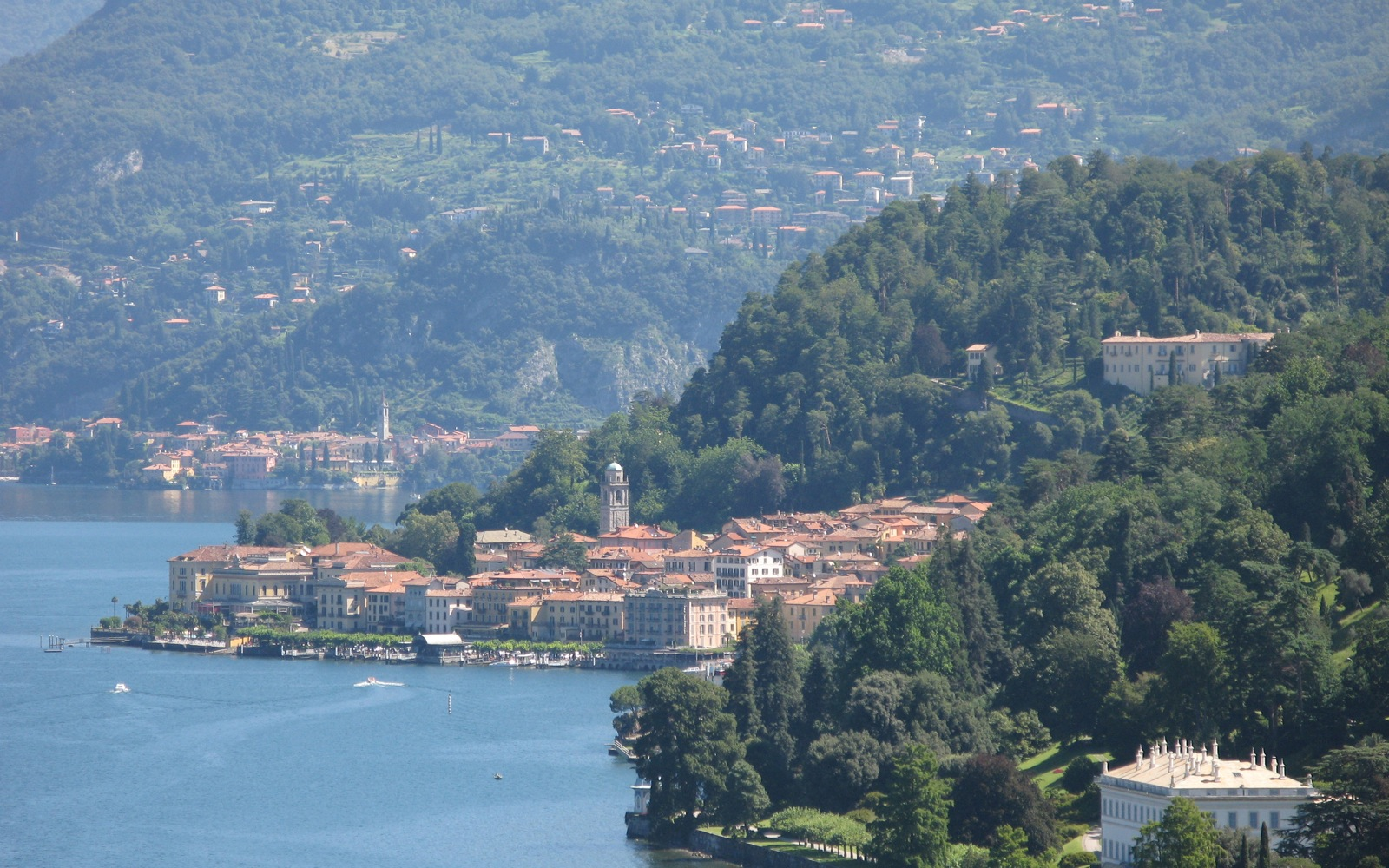
Вид на Белладжо з містечка Вергонезе.
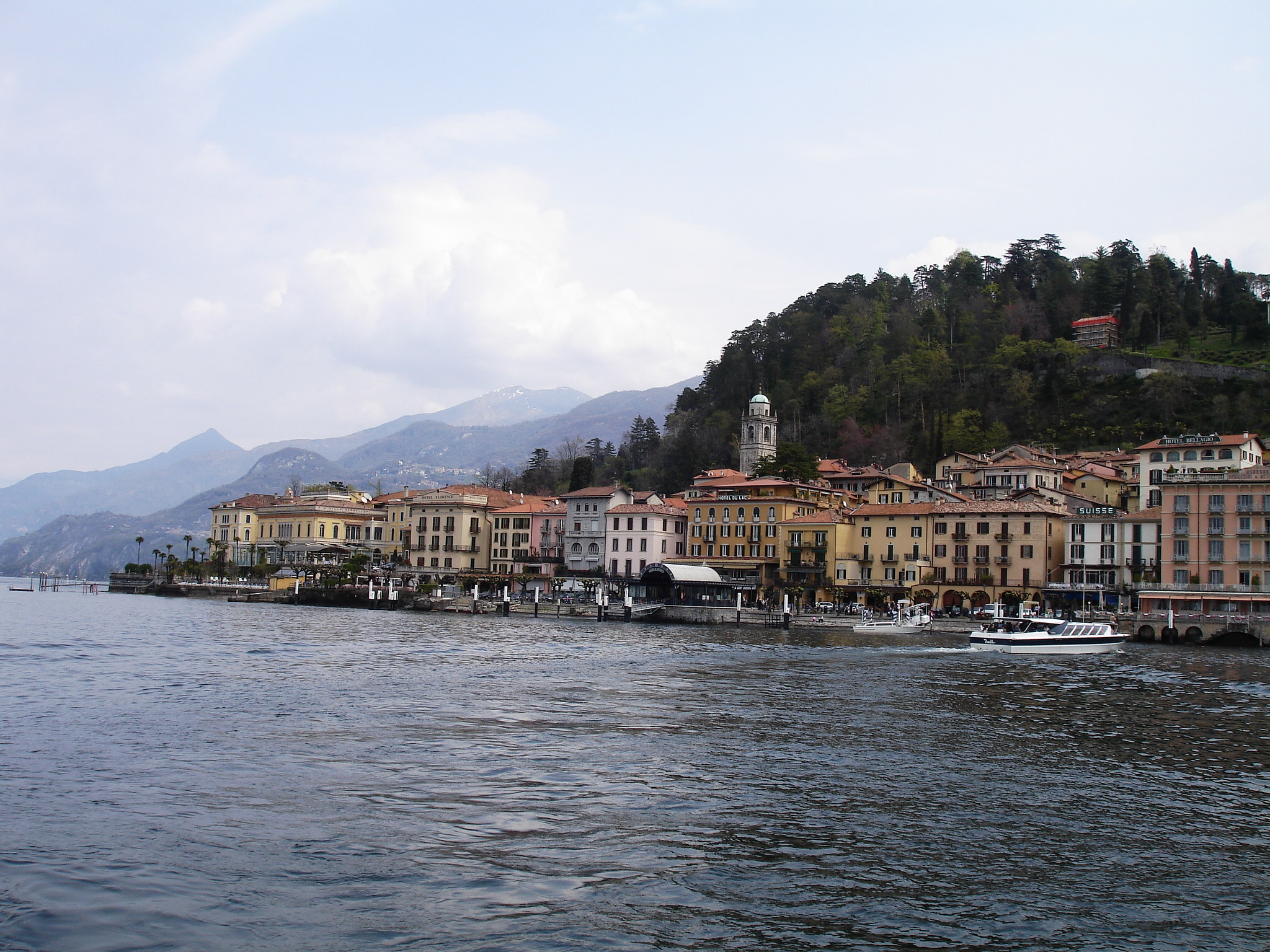
Вид на Белладжо з озера.
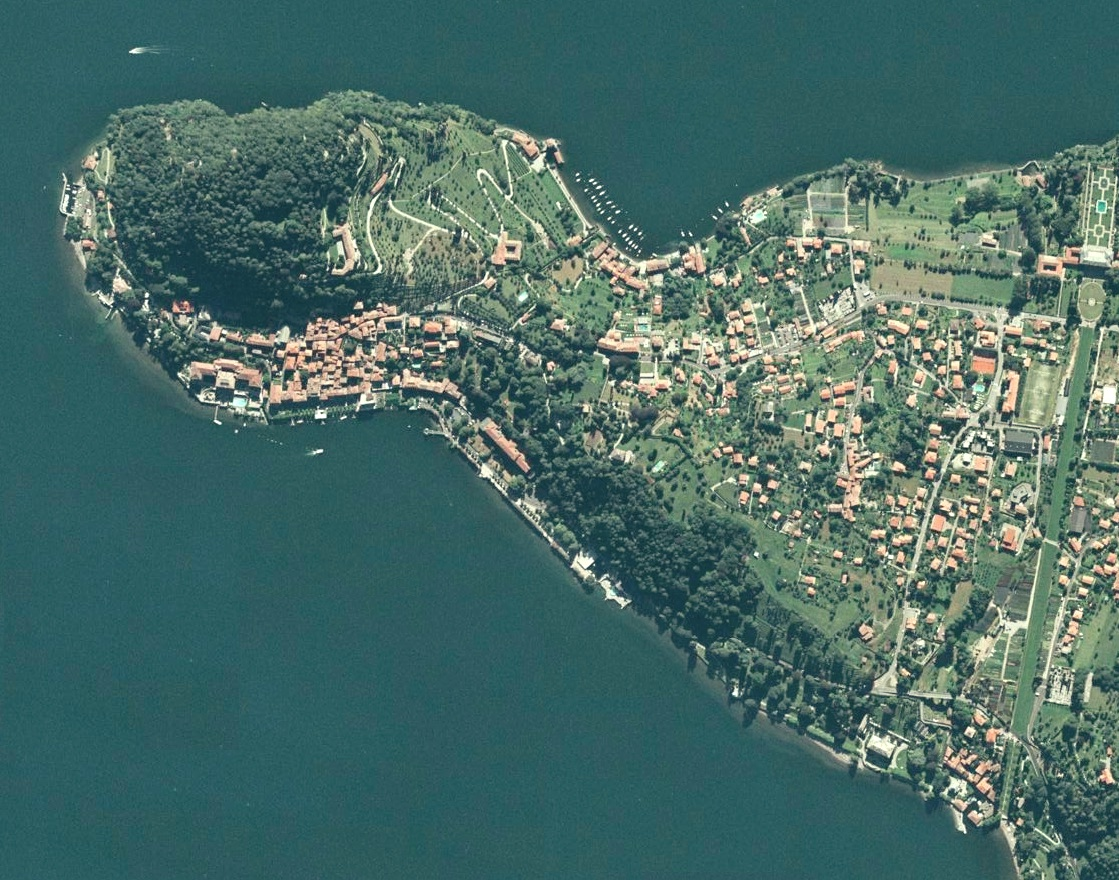
Вид з висоти пташиного польоту на мис Белладжо.
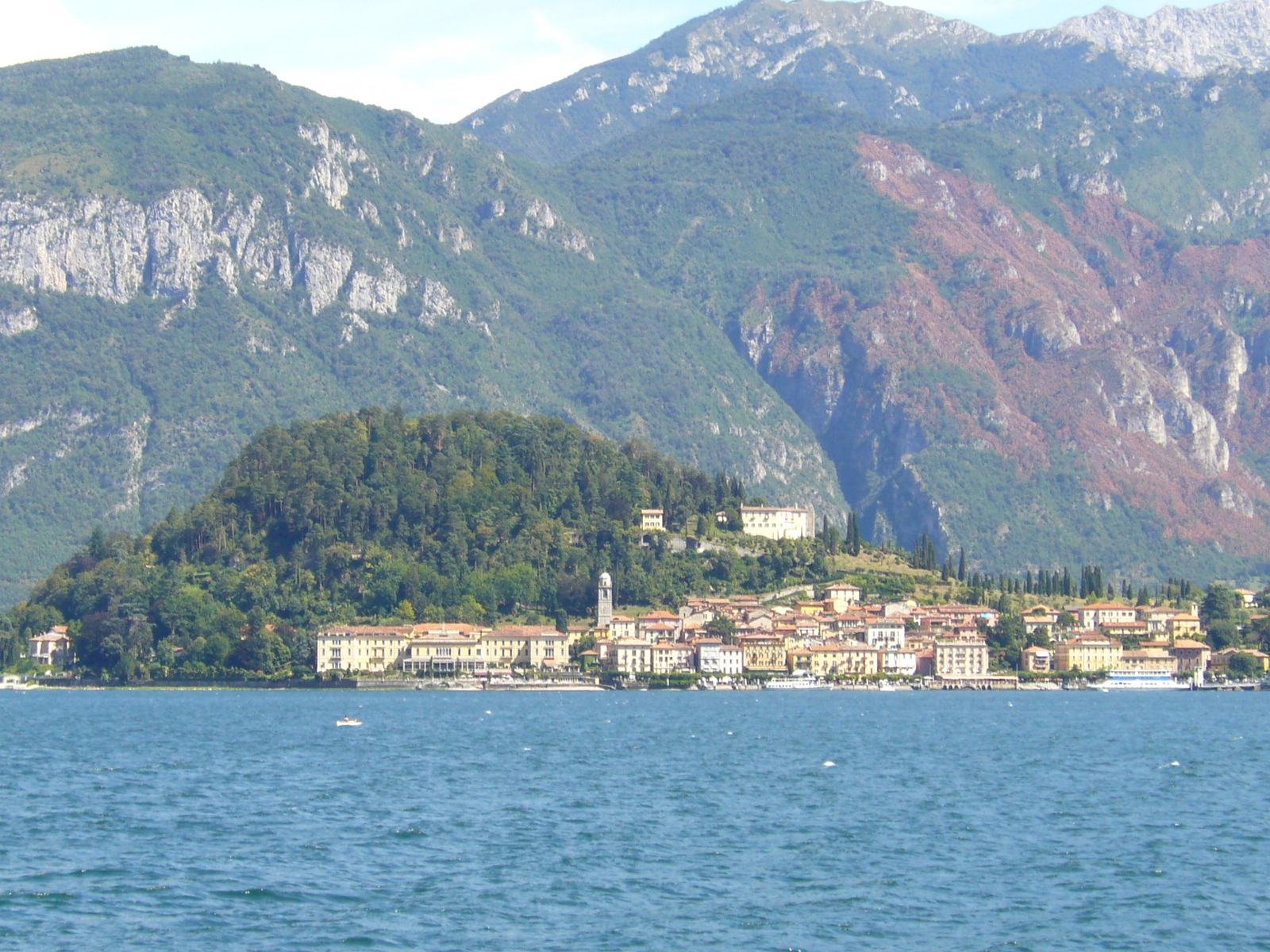
Вид на мис із західного берега озера.